# Socimi

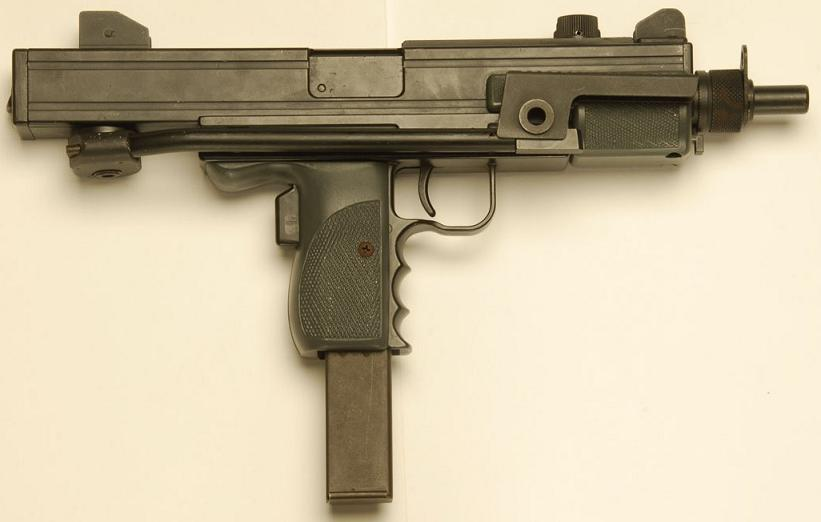
Pistolet maszynowy SOCIMI 821-SMG

Socimi – włoska firma produkująca broń strzelecką.
Socimi to skrót włoskiej firmy Società Costruzioni Industriali Milano SA, która produkowała m.in. broń strzelecką. Do bardziej znanych konstrukcji firmy należą: 9 mm pistolet maszynowy Socimi typ 821, który zewnętrznie jest podobny do pistoletu maszynowego Uzi, system broni Socimi AR 831, który składał się z 5,56 mm karabinków AR 831, AR 831/FS oraz AR 834 BP (skonstruowany w układzie Bullpup), dostosowanych do 5,56 x 45 mm nabojów pośrednich z pociskiem M 193 lub SS 109.